# Juan de Gorze
San Juan de Gorze (c. 900 - 7 de marzo de 974) fue un monje, diplomático y reformador monástico del Ducado de Lorena. Su festividad se celebra el 27 de febrero. 

## Biografía
Juan de Gorze nació en Vandières, cerca de Pont-à-Mousson, de una familia acomodada y conocida por la zona. Su padre contrajo matrimonio en su senectud con una mujer mucho más joven que él, con la que tuvo tres hijos. Sus progenitores pagaron por su educación, formándose en el monasterio benedictino de Saint-Mihiel en Metz. El profesor de Juan fue Hildebold, quien había estudiado en París en las clases de Remigio de Auxerre.
En su veintena ya tenía importantes contactos como el conde Ricuin de Verdún y Dado, obispo de Verdún. Se convirtió en un monje benedictino en la abadía de Gorze en 993 tras renunciar a sus bienes como administrador de sus terrenos y peregrinar a Roma y a Monte Cassino.
Tras no encontrar ningún monasterio con disciplina suficiente, Juan se codeó con hombres que pensaban como él como Einald, antiguo arcediano de Toul. En 933, el obispo Adelbero de Metz (929-962) solicitó a Juan y a Einald recuperar y reformar el derruido monasterio de Gorze. Einald se convirtió en abad y Juan se convirtió en su principal ayudante. El número de monjes en Gorze aumentó y el movimiento reformista del monasterio se expandió a otros. En 950, el papa Agapito II solicitó a los monjes de Gorze restaurar la disciplina en el monasterio de San Pablo de Roma.
Se convirtió en abad de la abadía de Gorze en 960 tras la muerte de Einald de Toul y falleció el 7 de marzo de 974 de causas naturales. Juan, abad de Saint-Arnould en Metz, escribió la biografía de Gorze.

## Misión en al-Ándalus

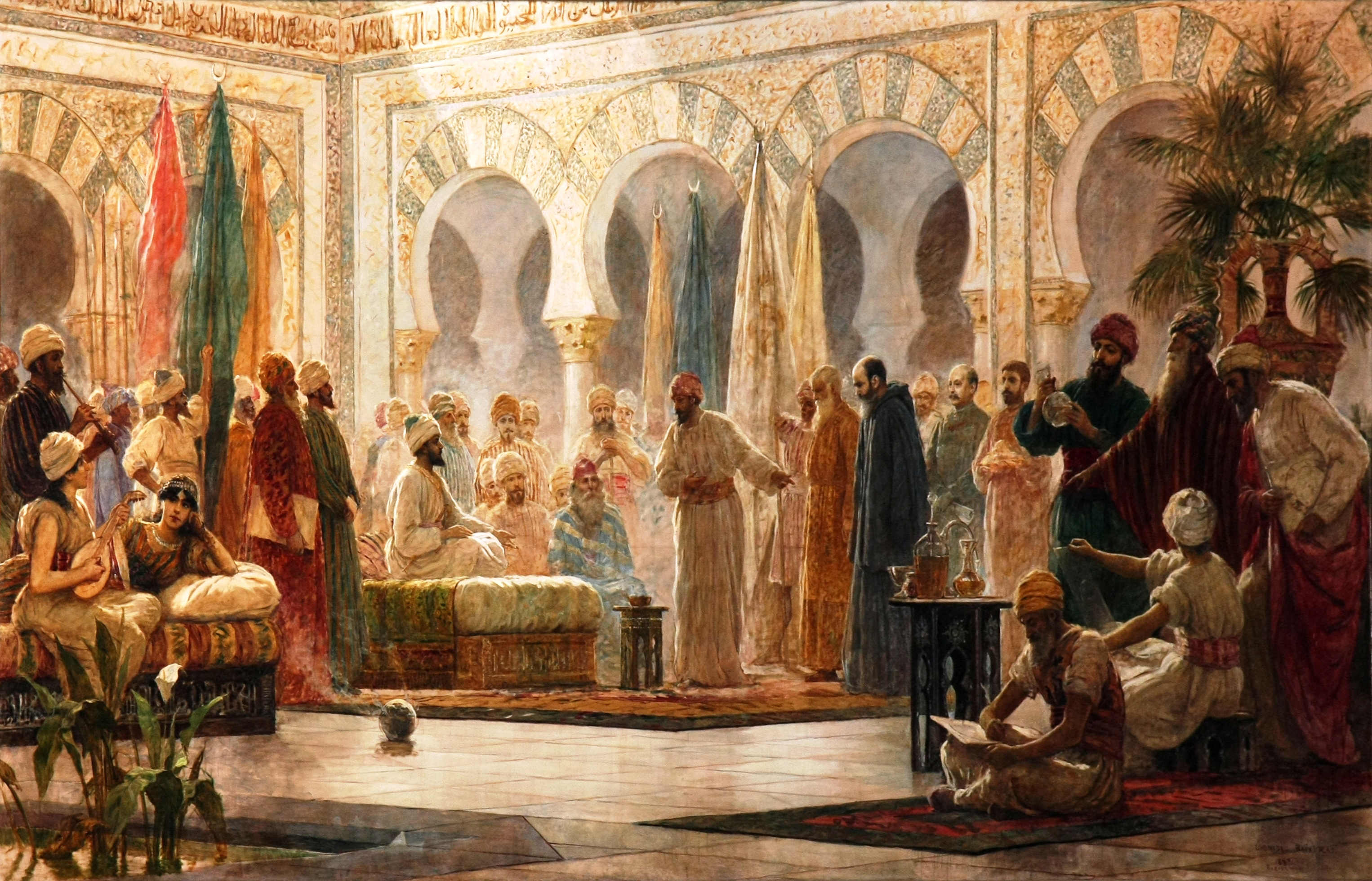
Juan de Gorze y otros diplomáticos frente al califa cordobés Abderramán III. Obra de Dionisio Baixeras (1885).

En 953, fue enviado como embajador del rey Otón I a la corte de Abderramán III, califa de Córdoba, durante tres años.Juan viajó atravesando Langres, Dijon, Lyon, Aviñón y Barcelona, desde allí continuó hacia Tortosa, Zaragoza y finalmente Córdoba. El objetivo de su misión era acabar con los ataques de los aventureros andalusíes de su base en Fraxinet. Juan de Gorze llegó en 953-54 con sus acompañantes a Córdoba con una misiva de Otón I y con valiosos presentes. Habitó en un palacio cercano al Alcázar califal en Córdoba.
El embajador del califa, el médico sefardí Hasday ibn Shaprut, recibió a esta embajada. El califa, temiendo que la misiva del emperador alemán contuviera frases despectivas hacia el islam, envió a Hasday para negociar con los recién llegados. Hasday, quien percibió pronto que la misiva no podía entregarse de esa forma, convenció a los enviados de que mandaran otra carta que no contuviera ningún tema espinoso. Juan de Gorze escribió que "nunca había visto un hombre de tal inteligencia como el judío Hasday".

## Personalidad
Se dice que Juan tenía una excelente memoria fotográfica y también desarrolló un sistema financiero y de inversión.Asimismo, que el murmullo de sus labios cuando leía los Salmos parecía el zumbido de una abeja.